# Siegel von Texas
Das aktuelle Siegel von Texas wurde 1845 in die Verfassung des US-Bundesstaates aufgenommen.

## Beschreibung
Das Design entstammt dem Siegel der Republik Texas.

### Vorderseite
Die Vorderseite des Siegels zeigt auf einem azurblauen Hintergrund einen fünfzackigen Stern, der das Motto des Staates (Lone Star State) widerspiegelt. Der Stern wird von einem Olivenzweig und einem Eichenzweig umrahmt.
Auf dem äußeren Ring des Siegels steht der Schriftzug
„The State of Texas“
(Der Staat Texas)

### Rückseite
Die Rückseite des Siegels beruht auf einem Entwurf des Architekten Henry C. Wedemeyer aus dem Jahr 1931. Leichte Abänderungen wurden 1993 übernommen.
Die Rückseite zeigt zentral einen Schild, welcher zusammengesetzt ist aus Darstellungen des Alamo, der Kanone der Schlacht von Gonzales und der Vince-Brücke. Der Schild wird von Oliven- und Eichenzweigen sowie den entfalteten Fahnen des Königreichs Frankreich, des Königreichs Spanien, der Vereinten Mexikanischen Staaten, der Republik Texas, der Konföderierten Staaten von Amerika und der Vereinigten Staaten von Amerika umrahmt.
Über dem Schild steht ein Emblem mit dem Motto „Remember Alamo!“ (Erinnert Euch an das Alamo!) Unter diesem Schlachtruf gewannen die Texaner die kriegsentscheidende Schlacht von San Jacinto am San Jacinto River.
Unter dem Schild ist ein Emblem mit dem englischen Staatsmotto:
„Texas One and Indivisible“
(Texas Eins und unteilbar)
Über dem Schild zwischen den Flaggen hängt ein weißer fünfzackiger Stern.

## Die Siegel der Regierung von Texas

Siegel des Gouverneurs von Texas
Siegel des Vize-Gouverneurs von Texas
Siegel des Senats von Texas
Siegel des Repräsentantenhauses von Texas
Siegel des Sprechers des Repräsentantenhauses von Texas